# Élections législatives de 2012 dans la Côte-d'Or
Les élections législatives françaises de 2012 se déroulent les 10 et 17 juin 2012. Dans le département de la Côte-d'Or, non concerné par le redécoupage électoral, cinq députés sont à élire dans le cadre de cinq circonscriptions.

## Élus
|   | Circonscription | Député sortant    |  | Parti | Député élu ou réélu    |  | Parti |
| - | --------------- | ----------------- |  | ----- | ---------------------- |  | ----- |
| = | 1re             | Bernard Depierre  |  | UMP   | Laurent Grandguillaume |  | PS    |
| = | 2e              | Rémi Delatte      |  | UMP   | Rémi Delatte           |  | UMP   |
| = | 3e              | Claude Darciaux   |  | PS    | Kheira Bouziane        |  | PS    |
| = | 4e              | François Sauvadet |  | NC    | François Sauvadet      |  | NC    |
| = | 5e              | Alain Suguenot    |  | UMP   | Alain Suguenot         |  | UMP   |

## Résultats

### Résultats à l'échelle départemental
| Parti                 | Parti                                     | Premier tour | Premier tour | Second tour | Second tour | Sièges |  |
| Parti                 | Parti                                     | Voix         | %            | Voix        | %           | Sièges |  |
| --------------------- | ----------------------------------------- | ------------ | ------------ | ----------- | ----------- | ------ |  |
|                       | Union pour un mouvement populaire         | 62 655       | 29,07        | 83 958      | 40,41       | 2      |  |
|                       | Nouveau centre                            | 19 182       | 8,90         | 22 900      | 11,02       | 1      |  |
|                       | Parti radical                             | 1 481        | 0,69         |             |             | 0      |  |
|                       | Divers droite (dont DLR, MPF et PCD)      | 1 193        | 0,55         | 0           |             |        |  |
|                       | Droite parlementaire                      | 84 511       | 39,21        | 106 858     | 51,43       | 3      |  |
|                       |                                           |              |              |             |             |        |  |
|                       | Parti socialiste                          | 61 492       | 28,53        | 80 651      | 33,82       | 2      |  |
|                       | Parti radical de gauche                   | 15 382       | 7,14         | 20 273      | 9,76        | 0      |  |
|                       | Europe Écologie Les Verts                 | 5 109        | 2,37         |             |             | 0      |  |
|                       | Majorité présidentielle                   | 81 983       | 38,04        | 100 924     | 48,57       | 2      |  |
|                       |                                           |              |              |             |             |        |  |
|                       | Front national                            | 29 634       | 13,75        |             |             | 0      |  |
|                       | Front de gauche                           | 10 271       | 4,77         | 0           |             |        |  |
|                       | Mouvement démocrate                       | 4 060        | 1,88         | 0           |             |        |  |
|                       | Divers écologiste dont MÉI , AÉI et Cap21 | 2 561        | 1,19         | 0           |             |        |  |
|                       | Extrême gauche dont LO et NPA             | 1 854        | 0,86         | 0           |             |        |  |
|                       | Divers                                    | 668          | 0,31         | 0           |             |        |  |
|                       |                                           |              |              |             |             |        |  |
| Inscrits              | Inscrits                                  | 354 697      | 100,00       | 355 009     | 100,00      | 5      |  |
| Abstentions           | Abstentions                               | 136 333      | 38,44        | 141 225     | 39,78       |        |  |
| Votants               | Votants                                   | 218 364      | 61,56        | 213 784     | 60,22       |        |  |
| Blancs et nuls        | Blancs et nuls                            | 2 822        | 1,29         | 6 002       | 2,81        |        |  |
| Exprimés              | Exprimés                                  | 215 542      | 98,71        | 207 782     | 97,19       |        |  |
| Source : Data.gouv.fr |                                           |              |              |             |             |        |  |

### Résultats par circonscription

#### Première circonscription (Dijon-Nord)
| Candidat       | Candidat                   | Parti                   | Premier tour | Premier tour | Second tour | Second tour |  |
| Candidat       | Candidat                   | Parti                   | Voix         | %            | Voix        | %           |  |
| -------------- | -------------------------- | ----------------------- | ------------ | ------------ | ----------- | ----------- |  |
|                | Laurent Grandguillaume élu | PS (MRC)                | 16 907       | 39,95        | 21 395      | 52,33       |  |
|                | Bernard Depierre sortant   | UMP                     | 15 559       | 36,76        | 19 489      | 47,67       |  |
|                | Vanessa Langlet            | RBM (FN)                | 4 891        | 11,56        |             |             |  |
|                | Martine Lepeule            | FG (PG) (Divers gauche) | 1 733        | 4,09         |             |             |  |
|                | Stéphanie Modde            | EÉLV (MÉI)              | 1 549        | 3,66         |             |             |  |
|                | Marien Lovichi             | CpF (MoDem)             | 1 027        | 2,43         |             |             |  |
|                | Christiane Estève          | AÉI                     | 358          | 0,85         |             |             |  |
|                | René Béancourt             | POI                     | 153          | 0,36         |             |             |  |
|                | Christian Coste            | LO                      | 148          | 0,35         |             |             |  |
|                |                            |                         |              |              |             |             |  |
| Inscrits       | Inscrits                   | Inscrits                | 67 638       | 100,00       | 67 637      | 100,00      |  |
| Abstentions    | Abstentions                | Abstentions             | 24 869       | 36,77        | 25 710      | 38,01       |  |
| Votants        | Votants                    | Votants                 | 42 769       | 63,23        | 41 927      | 61,99       |  |
| Blancs et nuls | Blancs et nuls             | Blancs et nuls          | 444          | 1,04         | 1 043       | 2,49        |  |
| Exprimés       | Exprimés                   | Exprimés                | 42 325       | 98,96        | 40 884      | 97,51       |  |

#### Deuxième circonscription (Dijon - Auxonne)
| Candidat       | Candidat                   | Parti                    | Premier tour | Premier tour | Second tour | Second tour |  |
| Candidat       | Candidat                   | Parti                    | Voix         | %            | Voix        | %           |  |
| -------------- | -------------------------- | ------------------------ | ------------ | ------------ | ----------- | ----------- |  |
|                | Rémi Delatte sortant réélu | UMP                      | 14 813       | 37,29        | 19 935      | 52,00       |  |
|                | Pierre Pribetich           | PS                       | 13 885       | 34,96        | 18 400      | 48,00       |  |
|                | Stéphane Bouvier           | RBM (FN)                 | 5 850        | 14,73        |             |             |  |
|                | Najate Haie                | FG (Divers gauche) (PCF) | 1 971        | 4,96         |             |             |  |
|                | Catherine Hervieu          | EÉLV (MÉI)               | 1 324        | 3,33         |             |             |  |
|                | Pierre-Louis Monteiro      | CpF (MoDem)              | 992          | 2,50         |             |             |  |
|                | Patrick Muller             | AÉI                      | 278          | 0,70         |             |             |  |
|                | Gérald Schwartzmann        | Pirate                   | 226          | 0,57         |             |             |  |
|                | Claire Rocher              | LO                       | 202          | 0,51         |             |             |  |
|                | Camille Perrin             | NPA                      | 180          | 0,45         |             |             |  |
|                |                            |                          |              |              |             |             |  |
| Inscrits       | Inscrits                   | Inscrits                 | 66 186       | 100,00       | 66 189      | 100,00      |  |
| Abstentions    | Abstentions                | Abstentions              | 26 040       | 39,34        | 26 856      | 40,57       |  |
| Votants        | Votants                    | Votants                  | 40 146       | 60,66        | 39 333      | 59,43       |  |
| Blancs et nuls | Blancs et nuls             | Blancs et nuls           | 425          | 1,06         | 998         | 2,54        |  |
| Exprimés       | Exprimés                   | Exprimés                 | 39 721       | 98,94        | 38 335      | 97,46       |  |

#### Troisième circonscription (Dijon - Chenôve)
| Candidat                          | Candidat                  | Parti           | Premier tour | Premier tour | Second tour | Second tour |  |
| Candidat                          | Candidat                  | Parti           | Voix         | %            | Voix        | %           |  |
| --------------------------------- | ------------------------- | --------------- | ------------ | ------------ | ----------- | ----------- |  |
|                                   | Kheira Bouziane élue      | PS              | 15 058       | 37,98        | 19 948      | 53,04       |  |
|                                   | Pascale Caravel           | UMP             | 10 788       | 27,21        | 17 660      | 46,96       |  |
|                                   | Sylvie Ruelloux           | RBM (FN)        | 6 402        | 16,15        |             |             |  |
|                                   | Isabelle de Almeida       | FG (PCF) (MRC)  | 2 620        | 6,61         |             |             |  |
|                                   | Jean-Philippe Morel       | PRV (LGM, ARES) | 1 481        | 3,74         |             |             |  |
|                                   | Isabelle Loos-Maillard    | CpF (MoDem)     | 1 240        | 3,13         |             |             |  |
|                                   | Bruno Louis               | EÉLV (MÉI)      | 1 140        | 2,88         |             |             |  |
|                                   | Dominique Mauri           | AÉI             | 355          | 0,90         |             |             |  |
|                                   | Stéphane Pournin          | LO              | 252          | 0,64         |             |             |  |
|                                   | Danièle Patinet-Hollinger | NPA             | 179          | 0,45         |             |             |  |
|                                   | Jean Trébuchet            | S&P             | 135          | 0,34         |             |             |  |
|                                   |                           |                 |              |              |             |             |  |
| Inscrits                          | Inscrits                  | Inscrits        | 69 190       | 100,00       | 69 194      | 100,00      |  |
| Abstentions                       | Abstentions               | Abstentions     | 29 029       | 41,96        | 30 328      | 43,83       |  |
| Votants                           | Votants                   | Votants         | 40 161       | 58,04        | 38 866      | 56,17       |  |
| Blancs et nuls                    | Blancs et nuls            | Blancs et nuls  | 511          | 1,27         | 1 258       | 3,24        |  |
| Exprimés                          | Exprimés                  | Exprimés        | 39 650       | 98,73        | 37 608      | 96,76       |  |
| Source : Ministère de l'Intérieur |                           |                 |              |              |             |             |  |

#### Quatrième circonscription (Montbard)
| Candidat                          | Candidat                        | Parti          | Premier tour | Premier tour | Second tour | Second tour |  |
| Candidat                          | Candidat                        | Parti          | Voix         | %            | Voix        | %           |  |
| --------------------------------- | ------------------------------- | -------------- | ------------ | ------------ | ----------- | ----------- |  |
|                                   | François Sauvadet sortant réélu | NC (UMP)       | 19 180       | 43,51        | 22 900      | 53,04       |  |
|                                   | Patrick Molinoz                 | PRG (PS, MRC)  | 15 381       | 34,89        | 20 273      | 46,96       |  |
|                                   | Gérald Buffy                    | RBM (FN)       | 5 269        | 11,95        |             |             |  |
|                                   | Éric Comparot                   | FG (PG)        | 2 143        | 4,86         |             |             |  |
|                                   | Salomé François-Wilser          | MÉI (EÉLV)     | 698          | 1,58         |             |             |  |
|                                   | Isabelle Maire du Poset         | DLR            | 409          | 0,93         |             |             |  |
|                                   | Roland Essayan                  | AÉI            | 257          | 0,58         |             |             |  |
|                                   | Michel Denizot                  | LO             | 196          | 0,44         |             |             |  |
|                                   | Luc Martin                      | NPA            | 196          | 0,44         |             |             |  |
|                                   | Laura Sabatier                  | MPF            | 194          | 0,44         |             |             |  |
|                                   | Édouard Gninivi                 | S&P            | 162          | 0,37         |             |             |  |
|                                   |                                 |                |              |              |             |             |  |
| Inscrits                          | Inscrits                        | Inscrits       | 69 044       | 100,00       | 69 041      | 100,00      |  |
| Abstentions                       | Abstentions                     | Abstentions    | 24 321       | 35,23        | 24 439      | 35,4        |  |
| Votants                           | Votants                         | Votants        | 44 723       | 64,77        | 44 602      | 64,6        |  |
| Blancs et nuls                    | Blancs et nuls                  | Blancs et nuls | 638          | 1,43         | 1 429       | 3,2         |  |
| Exprimés                          | Exprimés                        | Exprimés       | 44 085       | 98,57        | 43 173      | 96,8        |  |
| Source : Ministère de l'Intérieur |                                 |                |              |              |             |             |  |

#### Cinquième circonscription (Beaune)
| Candidat       | Candidat                     | Parti          | Premier tour | Premier tour | Second tour | Second tour |  |
| Candidat       | Candidat                     | Parti          | Voix         | %            | Voix        | %           |  |
| -------------- | ---------------------------- | -------------- | ------------ | ------------ | ----------- | ----------- |  |
|                | Alain Suguenot sortant réélu | UMP            | 21 494       | 43,20        | 26 874      | 56,24       |  |
|                | Daniel Cadoux                | PRG (PS)       | 15 637       | 31,43        | 20 908      | 43,76       |  |
|                | Rémy Boursot                 | RBM (FN)       | 7 222        | 14,52        |             |             |  |
|                | Delphine Helle               | FG (GU) (PCF)  | 1 804        | 3,63         |             |             |  |
|                | Alexandre Sokolovitch        | EÉLV (MÉI)     | 1 096        | 2,20         |             |             |  |
|                | Patrick Hillon               | CpF (MoDem)    | 801          | 1,61         |             |             |  |
|                | Magalie Michaud              | DLR            | 456          | 0,92         |             |             |  |
|                | Agnès Meyniel                | AÉI            | 315          | 0,63         |             |             |  |
|                | Eugène Krempp                | Cap21          | 300          | 0,60         |             |             |  |
|                | Françoise Petet              | LO             | 199          | 0,40         |             |             |  |
|                | Yves Hollinger               | NPA            | 149          | 0,30         |             |             |  |
|                | Viviane Bienfait             | S&P            | 145          | 0,29         |             |             |  |
|                | Lise-Marie Buet              | PCD            | 134          | 0,27         |             |             |  |
|                |                              |                |              |              |             |             |  |
| Inscrits       | Inscrits                     | Inscrits       | 82 966       | 100,00       | 82 948      | 100,00      |  |
| Abstentions    | Abstentions                  | Abstentions    | 32 522       | 39,2         | 33 892      | 40,86       |  |
| Votants        | Votants                      | Votants        | 50 444       | 60,8         | 49 056      | 59,14       |  |
| Blancs et nuls | Blancs et nuls               | Blancs et nuls | 692          | 1,37         | 1 274       | 2,6         |  |
| Exprimés       | Exprimés                     | Exprimés       | 49 752       | 98,63        | 47 782      | 97,4        |  |